# 丝带藓
丝带藓（学名：Floribundaria floribunda）为蔓藓科丝带藓属下的一个种。